# José Ferreira Thedim
José Ferreira Thedim (ur. 17 września 1892 w São Mamede do Coronado, zm. 1971) – portugalski rzeźbiarz.
W 1946 wyrzeźbił cedrową figurę Matki Bożej Różańcowej, według wskazówek wizjonerki Łucji dos Santos, czczoną po dziś dzień w Fátimie jako Matkę Bożą Fátimską. Wkrótce rzeźbiarz wykonał kolejną figurę Matki Bożej, którą poświęcono 13 października 1947, w trzydziestą rocznicę objawień fatimskich.